# Breesen (Südliches Anhalt)

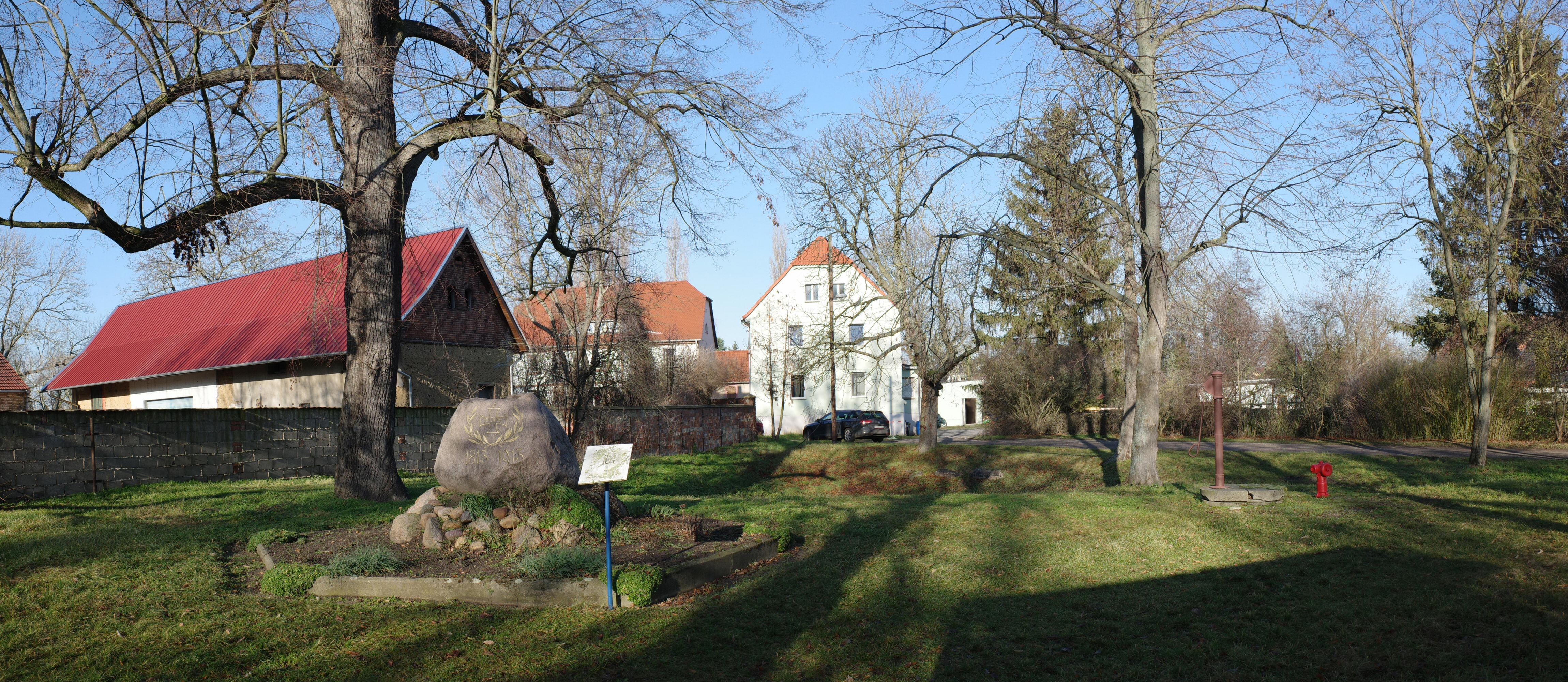
Denkmal auf dem Dorfplatz

Breesen ist ein Ortsteil der Stadt Südliches Anhalt im Landkreis Anhalt-Bitterfeld in Sachsen-Anhalt.

## Geographische Lage
Breesen liegt unmittelbar nördlich des Ortes Reupzig. Die nördliche Ortsbegrenzung bildet eine Kiesgrube. Nördlich, etwa 1,5 Kilometer entfernt, liegt Hohsdorf, einen Kilometer östlich Storkau und etwa drei Kilometer westlich Großbadegast.

## Geschichte
Die erste urkundliche Erwähnung des Ortes stammt aus dem Jahr 1160. Der Ortsname änderte sich im Verlauf der Geschichte mehrfach; so wurde Breesen etwa als Brezne, Breszna, Brizne und Brecen genannt. Der Name stammt vom sorbischen Breźno (vgl. obersorb. brěza) für „Birkenort“.
Im 13. Jahrhundert war hier die Familie von Bresen ansässig. Als weitere Besitzer Breesens bzw. von Gütern in Breesen sind urkundlich genannt; 1583 und 1620 von Bilau, bis 1625 von Krage, 1625 und 1636 von Hübner, 1620 und 1636 von dem Werner, 1693, 1698 und 1705 von Wuthenau und bis 1732 von Grothe. 1732 erwarb Fürst Leopold Breesen und trat es an das Fürstentum Anhalt-Köthen ab.
Breesen gehörte bis zum 31. Dezember 2009 zur Gemeinde Reupzig. Diese schloss sich mit 17 anderen Gemeinden zur Stadt Südliches Anhalt zusammen.